# Omar Lehner
Omar Raúl Lehner (Viedma, 11 de diciembre de 1937) apodado comúnmente «Pocho», es un contador, economista y político argentino, dirigente destacado de la provincia de Río Negro. Ejerció como ministro de Economía de la provincia durante la gobernación de Mario Franco, del Frente Justicialista de Liberación (FREJULI), desde 1973 hasta poco antes del golpe de Estado de 1976.
Ligado tradicionalmente al sector más progresista del movimiento peronista, fue candidato a intendente de Viedma por el Partido Justicialista, formación que posteriormente abandonó para fundar el partido Frente Grande y su coalición posterior, el Frente País Solidario (FREPASO) en la provincia. Por dicha fuerza fue candidato a gobernador en las elecciones provinciales de 1995, obteniendo el tercer lugar detrás del gobernador radical Pablo Verani y el postulante justicialista Remo Costanzo. En 2011 fue nuevamente candidato por la alianza «Confluencia para la Emancipación», encabezada por el Partido Socialista y el Movimiento Proyecto Sur, ubicándose en cuarto puesto. Se ha presentado también como candidato a diputado nacional, sin resultar electo.

## Biografía
Lehner nació en Viedma, capital del entonces Territorio Nacional del Río Negro, el 12 de noviembre de 1937. Su padre era de origen suizo y su madre, sanmarinense. Cursó sus estudios secundarios en el Colegio Nacional de Viedma, y posteriormente se licenció en ciencias económicas en la Universidad del Sur. Adhirió al peronismo en su juventud, durante la primera presidencia de Juan Domingo Perón, comenzando su militancia política. Después de pasado el período de proscripción al justicialismo de la vida política argentina, Lehner tuvo un papel destacado en la refundación del Partido Justicialista en Río Negro en general y en la ciudad de Viedma en particular, siendo candidato a intendente por el Frente Justicialista de Liberación pero resultando derrotado por el candidato del Partido Provincial Rionegrino, Ángel Cayetano Arias. Después de las elecciones fue designado Ministro de Economía y presidente del Banco de la Provincia de Río Negro por el gobernador Mario Franco, cargo que ocupó por dos años y medio hasta enero de 1976, dos meses antes del golpe de Estado que derrocó al gobierno peronista e instauró una dictadura militar autodenominada Proceso de Reorganización Nacional.
Tras el colapso de la dictadura en 1982 y el llamado a elecciones libres, Lehner participó en la fundación de la «Corriente de Opinión Interna» (COI), sector renovador del Partido Justicialista rionegrino, disputando las elecciones internas como precandidato a gobernador contra Franco y siendo derrotado por 10.000 votos. Con la llegada al poder del menemismo y la adhesión del justicialismo rionegrino a dicho gobierno, Lehner abandonó el PJ y participó en la creación del Frente Grande en la provincia, convirtiéndose en uno de los principales dirigentes, configurando también el Frente País Solidario (FREPASO) en 1994. Se presentó como candidato a gobernador en las elecciones de 1995 con un discurso progresista y muy crítico con la gestión del radical Horacio Massaccesi. Se ubicó en el tercer puesto con el 9,33% de los votos, muy lejos de contrapesar al bipartidismo.
Después de la crisis de 2001, Lehner continuó actuando como dirigente político en el distrito rionegrino, siendo opositor a los gobiernos kirchneristas de la décadas de 2000 y 2010, siendo candidato a diputado nacional por el Partido Socialista (junto a Eliana Ortega) y obteniendo el 7,55% de los votos. Dos años después fue candidato a gobernador de nuevo por la coalición «Confluencia para la Emancipación», conformada por el socialismo, el Movimiento Proyecto Sur y otras formaciones menores, pero recibiendo solamente el 2,15%.